# Aupark (Piešťany)
Aupark Piešťany je nákupně-zábavní středisko v městě Piešťany, po bratislavském Auparku v pořadí druhé toho jména, postavené v letech 2008–2010 náklady přesahujícími 25 milionů eur. Generálním dodavatelem byla firma HB Reavis Slovakia, a. s.

## Popis
Celková pronajímatelná plocha je 10 104 m², z toho kancelářské prostory zabírají 937 m² a plocha maloobchodního prodeje 9167 m². Objekt má 380 parkovacích míst ve vícepodlažním parkovišti.
Architektonický návrh zpracoval Juraj Jančina v roce 2004 Stavbu zahájil primátor města Remo Cicutto 6. června 2008. Původní projekt počítal i s výstavbou bytů a hotelu, ty nakonec nebyly realizovány. Termín dokončení měl být říjen 2009, tuhá zima zpozdila stavební práce a otevření střediska bylo přesunuto na 29. dubna 2010.